# Fabronia goetzei
Fabronia goetzei är en bladmossart som beskrevs av Brotherus 1901. Fabronia goetzei ingår i släktet Fabronia och familjen Fabroniaceae. Inga underarter finns listade i Catalogue of Life.